# Caniche Peak
Caniche Peak är en bergstopp i Kanada.   Den ligger i provinsen Alberta, i den centrala delen av landet, 3 200 km väster om huvudstaden Ottawa. Toppen på Caniche Peak är 2 552 meter över havet. Caniche Peak ingår i The Ramparts.
Terrängen runt Caniche Peak är kuperad åt nordost, men åt sydväst är den bergig.Trakten runt Caniche Peak är nära nog obefolkad, med mindre än två invånare per kvadratkilometer.. Det finns inga samhällen i närheten. 
Trakten runt Caniche Peak består i huvudsak av gräsmarker.